# Willis–Ekboms sjukdom
Willis–Ekboms sjukdom (WED) eller restless legs syndrome (RLS; rastlösa ben), är en kronisk neurologisk sjukdom som drabbar 5–10 % av den västerländska befolkningen.

## Historik
Den förste som utförligt beskrev detta tillstånd var den engelska hovläkaren sir Thomas Willis som redan 1672 beskrev sjukdomen. Han avslutade sin avhandling med uttalandet att patienterna levde under tortyrliknande förhållanden. Det skulle dröja över 300 år innan den svenske neurologen Karl-Axel Ekbom genom sin doktorsavhandling (1945) införde begreppet "restless legs" och konstaterade att dopaminhormonet var inblandat i sjukdomen.

## Symtom
De drabbade upplever ett starkt obehag i kroppen och den drabbade kroppsdelen, framför allt i underbenet, som endast kan lindras genom att man rör på benen.
Känslan beskrivs som stickande, brännande, krypande, sugande, sprängande och/eller smärtsamma spänningar djupt inne i benet. Symtomen förvärras kvälls- och nattetid, vilket kan leda till sömnbevär. Symtomen kan även förekomma dagtid, speciellt vid långvarigt sittande. Symtomen kan även drabba armarna och andra kroppsdelar. I flera fall är symtomen ensidiga men skiftar ofta från ena till andra sidan, många har symtomen bilateralt. Tillståndet förväxlas ibland med polyneuropati, benkramp, växtvärk och sovande/domnade ben.

## Förekomst och orsak
Sjukdomen beräknas drabba 5–10 % av befolkningen med varierande grad av allvarlighet. Orsaken är ännu okänd, men i omkring hälften av fallen kan man se olika brister hos patienten, till exempel brist på ferritin, B12 eller folsyra. Hos de övriga drabbade som har den primära formen kan det vara något fel i receptorerna som bearbetar dopamin i hjärnan. Det forskas även på syresättning, ärftlighet och övriga hormoner.
Nikotin, alkohol och koffein samt oregelbunden sömn kan förvärra symtomen.